# نبرد بیروت (۱۵۲۰)
نبرد بیروت (انگلیسی: Battle of Beirut)، نبردی در سال ۱۵۲۰ میان نیروهای پادشاهی فرانسه که درصدد یورش به بیروت بودند با نیروهای عثمانی بود. نیروههای فرانسوی در ابتدا موفق به پیاده‌شدن در ساحل و غارت شهر شدند اما در ادامه با حمله غافلگیرانه نیروهای عثمانی روبه‌رو شدند و متحمل تلفات سنگینی از جمله فرمانده خود شدند.